# Vernon Sewell
Vernon Campbell Sewell (4 de juliol de 1903 - 21 de juny de 2001) va ser un director de cinema, escriptor, productor i, breument, actor britànic.
Sewell va néixer a Londres, Anglaterra, i va estudiar a Marlborough College. Va dirigir més més de 30 pel·lícules durant la seva carrera, començant per Morgenrot (1933) i acabant amb Burke & Hare (1971).). Va treballar principalment a pel·lícules de sèrie B, algunes de les quals, segons BFI Screenonline, "molt per sobre dels estàndards habituals de reducció de preus de la realització de pel·lícules a aquest nivell."
Es va casar amb l'actriu Joan Carol (nascuda Joan Roscoe Catt 1905-1986) el 1950. Vernon Sewell va morir el 21 de juny de 2001 a Durban, Sud-àfrica, als 97 anys.

## Filmografia (director)
- 1933: Morgenrot
- 1934: The Medium
- 1937: A Test for Love
- 1938: Breakers Ahead
- 1939: What Men Live By
- 1943: The Silver Fleet
- 1945: The World Owes Me a Living
- 1945: Latin Quarter
- 1945: Frenzy
- 1947: The Ghosts of Berkeley Square
- 1948: Uneasy Terms
- 1949: The Jack of Diamonds
- 1951: The Dark Light
- 1951: The Black Widow
- 1952: The Floating Dutchman
- 1952: Ghost Ship
- 1953: Counterspy
- 1954: Dangerous Voyage
- 1954: Radio Cab Murder
- 1955: Where There's a Will
- 1956: Johnny, You're Wanted
- 1956: Soho Incident (aka Spin a Dark Web)
- 1956: Home and Away
- 1957: Rogue's Yarn
- 1958: Battle of the V-1
- 1959: Wrong Number
- 1960: Urge to Kill
- 1961: House of Mystery
- 1961: The Wind of Change
- 1961: The Man in the Back Seat
- 1962: Strongroom
- 1963: A Matter of Choice
- 1963: Strictly for the Birds
- 1967: Some May Live
- 1968: The Blood Beast Terror
- 1968: Curse of the Crimson Altar
- 1971: Burke & Hare